# جايك جولدبيرغ
جاكوب جايك جولدبيرغ هو ممثل أمريكي ولد في 7 فبراير 1996 في مدينة نيويورك. لعب دور جريج فيدر في فيلم البالغون (فيلم 2010) والبالغون 2 (فيلم 2013).

## أعماله
| السنة | عنوان الفيلم           | الدور                                      | الملاحظات                                           |
| ----- | ---------------------- | ------------------------------------------ | --------------------------------------------------- |
| 2006  | الولد المشاكس          | Helmet Boy / Nob / Red Teammate #1 (voice) |                                                     |
| 2010  | البالغون (فيلم 2010)   | جريج فيدر                                  |                                                     |
| 2011  | إختر                   | سكارليب الصغير                             |                                                     |
| 2013  | البالغون 2 (فيلم 2013) | جريج فيدر                                  | رشح لجائزة التوتة الذهبية كأسوء ممثل في هذا الفيلم. |

| السنة     | العنوان                                | الدور                    | الملاحظات                    |
| --------- | -------------------------------------- | ------------------------ | ---------------------------- |
| 2006–2010 | ساحة المرح                             | Main role, Pablo (voice) | 60 episodes                  |
| 2008      | القانون والنظام: الوحدة الخاصة للضحايا | Adam Tremblay            | Episode: "Unorthodox"        |
| 2009      | 30 روك                                 | Connor                   | Episode: "Jackie Jormp-Jomp" |

## وصلات خارجية
- جايك جولدبيرغ على موقع IMDb (الإنجليزية)
- جايك جولدبيرغ على موقع قاعدة بيانات الفيلم (الإنجليزية)